# برج اتاری
برج اتاری (به انگلیسی: Burj Attari) یک شهر در پاکستان است که در ناحیه شیخوپوره واقع شده‌است. برج اتاری ۲۰۰ متر بالاتر از سطح دریا واقع شده‌است.